# Santa-Maria-Figaniella
 Santa-Maria-Figaniella  là một xã của tỉnh Corse-du-Sud, thuộc vùng Corse, trên đảo Corse ở Pháp.